# Caso Kris Kremers e Lisanne Froon
Kris Kremers e Lisanne Froon eram duas estudantes holandesas que desapareceram em 1º de abril de 2014, enquanto caminhavam pela trilha El Pianista, no Panamá. Após uma extensa busca, partes de seus corpos foram encontradas alguns meses depois. A causa das mortes não pôde ser determinada definitivamente, mas as autoridades holandesas que trabalharam com investigadores forenses de busca e resgate inicialmente pensaram que fosse provável que as duas tivessem caído acidentalmente de um penhasco depois de se perderem. No entanto, a possibilidade de um crime não pode ser totalmente descartada e é considerada por alguns como muito mais provável devido a outros restos mortais encontrados. As circunstâncias e consequências de seus desaparecimentos resultaram em muita especulação sobre os últimos eventos antes de suas mortes.
As autoridades panamenhas foram criticadas por supostamente lidar mal com o desaparecimento e as consequências. Uma investigação mais aprofundada do caso em 2017 levantou questões sobre a investigação inicial, bem como uma possível ligação com assassinatos na área. Embora muitas teorias tenham sido apresentadas sobre o que aconteceu com Kremers e Froon, nenhuma causa oficial da morte foi determinada.

## Contexto
Kris Kremers (21) e Lisanne Froon (22) cresceram em Amersfoort, Utreque, Países Baixos. Kremers era descrita como uma pessoa de abertura, criativa e responsável, enquanto Froon era descrita como ambiciosa, otimista, inteligente e uma aficionada por vôlei. Kremers acabara de concluir seus estudos em educação sócio-cultural, especializando-se em educação artística na Universidade de Utreque; Froon formou-se em psicologia aplicada em Deventer.
Apenas algumas semanas antes de partirem para o Panamá, Froon foi morar com Kremers em um dormitório em Amersfoort, e elas trabalharam juntas no restaurante In den Kleinen Hap. As duas economizaram dinheiro por seis meses e planejavam tiras seis semanas de férias juntas, além de aprender espanhol e fazer alguma contribuição para os habitantes locais. A viagem também serviria como comemoração pela formatura de Froon.

## Desaparecimento
Kremers e Froon chegaram ao Panamá em 15 de março de 2014. Elas viajaram pelo país por duas semanas antes de chegar a Boquete, Chiriqui, em 29 de março para morar com uma família local por um mês enquanto faziam trabalho voluntário com crianças. No dia 1º de abril, por volta das 11:00, elas fizeram uma caminhada perto das florestas nubladas que cercam o vulcão Barú, na trilha El Pianista, não muito longe de Boquete. Algumas fontes dizem que levaram consigo um cachorro que pertencia aos donos do restaurante Il Pianista, mas isso não foi confirmado. As duas escreveram no Facebook que pretendiam passear por Boquete, e foi relatado que elas foram vistas tendo um brunch com dois jovens holandeses antes de embarcarem na trilha.
Algumas fontes afirmam que os donos do restaurante ficaram alarmados quando seu cachorro voltou para casa naquela noite sem Kremers e Froon. Os pais de Froon pararam de receber mensagens, que ambas as mulheres enviavam para suas famílias diariamente. Na manhã de 2 de abril, as duas faltaram a um encontro com um guia local. Em 6 de abril, seus pais chegaram ao Panamá junto com a polícia, unidades de cães e detetives holandeses para realizar uma busca em grande escala nas florestas por dez dias. Os pais ofereceram uma recompensa de US$ 30 mil por qualquer informação que levasse ao paradeiro de Kremers e Froon.

## Descoberta da mochila
Dez semanas depois, em 14 de junho, uma mulher local entregou a mochila azul de Froon, que ela relatou ter encontrado na margem de um rio perto de sua aldeia, Alto Romero, na província de Bocas del Toro. A mochila continha dois óculos de sol, US$ 83 em dinheiro, o passaporte e a câmera de Froon, uma garrafa de água, dois sutiãs e dois smartphones.
Os telefones mostraram que cerca de seis horas após o início da caminhada alguém ligou para 1-1-2 (número de emergência nos Países Baixos) e 9-1-1 (número de emergência no Panamá). A primeira tentativa de chamada de socorro foi feita pelo iPhone 4 de Kremers às 16h39 (horário do Panamá) e, pouco depois, outra tentativa foi feita pelo Samsung Galaxy S III de Froon às 16h51, mas nenhuma das ligações foi atendida por falta de recepção na área. Nenhuma das tentativas de chamada subsequentes também foi atendida.
Em 4 de abril, a bateria do telefone de Froon esgotou-se depois das 05h00 e o telefone nunca mais foi usado. O iPhone de Kremers também não fazia mais ligações, mas era ligado intermitentemente em busca de sinal. Entre 5 e 11 de abril, o iPhone foi ligado várias vezes, mas o PIN para realizar ligações não foi desbloqueado (um PIN incorreto foi inserido ou não foi feita tentativa de desbloqueio). No dia 11 de abril, o telefone foi ligado às 10:51 e desligado pela última vez às 11:56.
| Data da ligação | iPhone 4 (Kremers) | Samsung Galaxy S III (Froon) |
| --------------- | --- | --- |
| 1º de abril     | 16:39 - 1ª tentativa (1-1-2)                                                                                              | 16:51 - 1ª tentativa (1-1-2) |
| 2 de abril      | 08:14 - 2ª tentativa (1-1-2)                                                                                              | 06:58 - 2ª tentativa (1-1-2) 10:52 - 3ª tentativa (1-1-2 e 9-1-1) 13:50 - 1ª verificação de sinal (informação não confirmada: 4ª tentativa (1-1-2 e 9-1-1) com uma breve conexão com GSM) 16:19 - 2ª verificação de sinal; o aparelho permanece ligado a noite inteira. |
| 3 de abril      | 09:32 - 3ª tentativa (9-1-1) 11:47 - 1ª verificação de sinal 15:59 - 2ª verificação de sinal                              | 07:36 - o aparelho é desligado. |
| 4 de abril      | 10:16 - 3ª verificação de sinal 13:42 - 4ª verificação de sinal                                                           | 04:50 - 3ª verificação de sinal 05:00 – 4ª verificação de sinal; bateria esgotada; sem atividade posterior. |
| 5 de abril      | 10:50 - 5ª verificação de sinal 13:37- 6ª verificação de sinal (sem PIN)                                                  | - |
| 6 de abril      | 10:26 - 7ª verificação de sinal (sem PIN) 13:37 - 8ª verificação de sinal (sem PIN)                                       | - |
| 11 de abril     | 10:51 - 9ª verificação de sinal (sem PIN) 11:56 - desligado após 01:05; sem atividade posterior; 22% de bateria restante. | - |

A câmera Canon de Froon continha fotos de 1º de abril sugerindo que ambas haviam feito uma trilha no mirante da Divisória Continental e vagado por algum deserto horas antes de sua primeira tentativa de chamada de emergência, mas sem sinais de nada incomum. Em 8 de abril, noventa fotos com flash foram tiradas entre 01:00 e 04:00, aparentemente no meio da selva e em escuridão quase total. Algumas fotos mostram que elas possivelmente estavam perto de um rio ou de uma ravina. Algumas mostram um galho com sacolas plásticas em cima de uma pedra; outra mostra o que parece ser uma alça de mochila e um espelho em outra pedra, e outra mostra a parte de trás da cabeça de Kremers.

## Descoberta de restos mortais
A descoberta da mochila deu origem a novas buscas ao longo do rio Culubre. Os shorts jeans de Kremers foram encontrados no topo de uma rocha na margem oposta do afluente, a poucos quilômetros de onde a mochila de Froon foi encontrada. Um boato afirmava que o short foi encontrado fechado e bem dobrado, mas as fotos do short, publicadas em 2021, refutaram essa informação. Dois meses depois, mais próximo de onde a mochila foi descoberta, uma ossada de pelve e uma bota com um pé dentro foram encontradas. Logo após, pelo menos 33 ossos amplamente espalhados foram descobertos ao longo da mesma margem. Testes de DNA confirmaram que pertenciam a Kremers e Froon. Os ossos de Froon ainda tinham pele ligada a eles, mas os ossos de Kremers pareciam ter sido branqueados pela luz do sol. Um antropólogo forense panamenho afirmou mais tarde que, sob ampliação, "não há arranhões discerníveis de qualquer tipo nos ossos, nem de origem natural nem cultural - não há marcas nos ossos".